# Eurycope producta
Eurycope producta är en kräftdjursart som beskrevs av Georg Ossian Sars 1868. Eurycope producta ingår i släktet Eurycope och familjen Munnopsidae. Arten är reproducerande i Sverige. Inga underarter finns listade i Catalogue of Life.